# Louis Paul Cailletet
 (janvier 2015).
Louis Cailletet, né à Châtillon-sur-Seine le 21 septembre 1832 et mort à Paris le 5 janvier 1913, est un chimiste et physicien français. Il a été le premier à liquéfier le dioxygène le 2 décembre 1877. Il a été nommé officier de la Légion d'honneur en 1889.

## Biographie
Après des études à Châtillon-sur-Seine et au lycée Henri IV à Paris, il entre comme auditeur libre, pour l'année 1852-1853, avec son frère Camille, à l'École des mines. Dans les grands laboratoires de physique et de chimie de Paris, Louis Cailletet devient pendant ses études l'ami de nombreux savants, parmi les plus illustres de cette époque : au laboratoire de Chimie de la faculté des Sciences et de Pharmacie : Marcelin Berthelot du Collège de France, Henri Sainte Claire Deville chimiste à l’École normale, Jean Baptiste Dumas secrétaire perpétuel de l’Académie des Sciences, Jules-Célestin Jamin, professeur de physique à l’école Polytechnique. Ces relations, dans le monde scientifique parisien, lui serviront par la suite.
À leurs sorties de l'école des Mines, Louis et Camille feront chacun des voyages d'études en Angleterre, en Allemagne et en Autriche pour visiter de nombreux hauts fourneaux et laminoirs, en 1854 et en 1855. Louis malheureusement ne peut continuer, à son grand regret, les grandes études dont il rêve, son père Jean-Baptiste et son grand-père Claude-Phal Lapérouse vieillissent ; ils ont un besoin urgent de sa présence pour l'usine de Chenecières et le haut-fourneau de Villotte-sur-Ource.

## Travaux et recherches

### Premières recherches et travaux métallurgiques
La modernisation des installations et la surveillance des employés seront son premier travail comme ingénieur. Tout en poursuivant ses recherches et ses contacts avec les plus grands chimistes parisiens (Berthelot, Sainte Claire Deville), il travaille aux côtés de son père Jean-Baptiste, maître de forges. Louis commence par étudier la combustion des végétaux dans les fours ; il continue ses recherches en étudiant les propriétés physiques et chimiques du fer dans ses laboratoires de Villotte et Chenecières.

Sur l'emplacement d'un ancien haut fourneau, les Cailletet puis les Suquet installèrent des laminoirs entre 1855 et 1920. Ce site industriel fut transformé par la famille Seytre en fabrique de chaînes pour l'agriculture et la marine à partir de 1930.

Il remarque alors sur les tôles des imperfections. Ce sont des cloques qu'on appelle « bouillies ». Louis tente d'en recueillir les gaz occlus. Il constate qu'il s'agit, surtout, d'oxyde de carbone. Poursuivant sa recherche, il se dit que cet oxyde de carbone doit provenir de la réduction, dans les fours, d'acide carbonique ; il doit pénétrer dans le métal par suite de la perméabilité de celui-ci à la température du rouge, « fait alors ignoré ». Pour vérifier la présence d'oxyde de carbone dans les fours, il soutire du gaz de ce four par tube refroidi et constate que l'oxyde de carbone s'y trouve en abondance. Pour montrer la perméabilité du métal à cet oxyde de carbone, il insère dans le four un canon de fusil fermé à une extrémité et dont l'autre extrémité sort du four et est fortement refroidie par un courant d'air. Il constate que par cette dernière extrémité, il sort spontanément du gaz, qui, recueilli dans des éprouvettes et analysé, est bien de l'oxyde de carbone. Une autre expérience ingénieuse a été de mettre dans le four un canon de fusil aplati au laminoir et bouché à ses deux extrémités. Une fois porté au rouge, ce canon de fusil a repris sa forme circulaire sous la pression de l'oxyde de carbone qui pénétrait à travers ses parois. La preuve était faite de la perméabilité du fer et de l'acier par l'oxyde de carbone à la température du rouge.

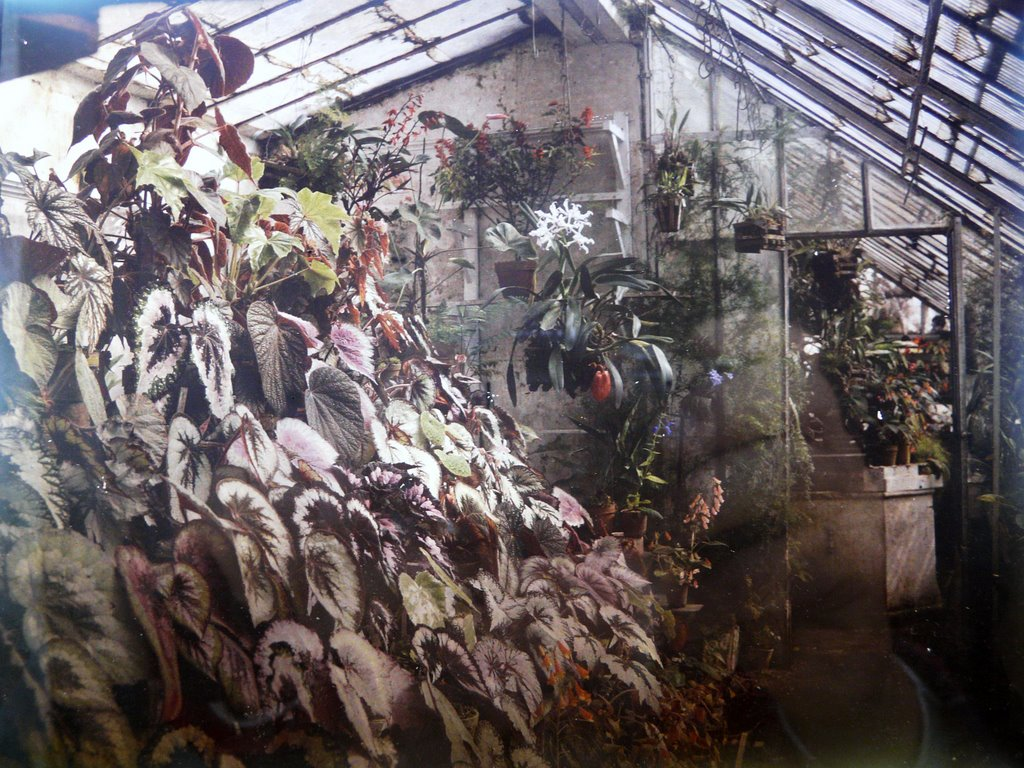
Louis Cailletet était un passionné de biologie et de jardinage. Il avait une collection d'orchidées rares, à une époque où la première grande collection fut installée dans les serres du Sénat. Il fit et publia plusieurs études sur l'absorption du gaz carbonique par les plantes, ainsi que sur l'influence des couleurs et des rayons lumineux sur leur développement.

Louis Cailletet construit et entretien une serre d'orchidées et de bégonias ; il étudie et publie à l'Académie quelques articles de biologie. Une étude récente fait la synthèse des apports de Cailletet en ce domaine (Duranton H. et Leclerc J.C. () – « Le maître de forges Cailletet et la physiologie végétale », La vie des Sciences, 10 (2)143 - 150).
Entre 1855 et 1900, Louis Cailletet publie un nombre très important d'articles et de mémoires à l’Académie des Sciences, mais également dans les revues scientifiques de son époque, comme le Journal de Physique Théorique et Appliquée, mais aussi des articles de vulgarisation dans La Nature ou le Bulletin d’Encouragement de l’Industrie Nationale.
Malheureusement, son frère Camille, plus doué que son chercheur de frère pour la direction et la gestion de l'entreprise familiale, meurt de tuberculose en 1860. Louis Cailletet se marie avec Berthe Delaunay en juin 1863 à Châteauvillain en Haute-Marne. Son père Jean-Baptiste Cailletet et son grand-père Claude-Phal Lapérouse meurent également quelques années plus tard, en 1865. Louis doit alors assumer pendant encore 20 ans, avec l'aide de sa mère Élise, l'ensemble des tâches de direction de l'usine, (gestion, recherche et commercialisation).

### Compressibilité des gaz, recherches sur les manomètres et thermomètres
Pour mesurer exactement les hautes pressions et les très basses températures, il lui faut construire des manomètres fiables et des thermomètres précis. Personne avant lui n'avait tenté de mesurer des très basses températures, aucun appareil fiable pour ce type de mesure n'existait alors. Les manomètres du commerce n’étaient pas adaptés à ces très hautes pressions et ils n'étaient pas fiables. Aucun thermomètre ne permettait de mesurer des températures au-dessous de −80 °C. Louis Cailletet va d’abord passer 15 ans, en marge de ses activités de maître de forges, à mettre au point des appareils de mesure de hautes pressions et très basses températures avant de pouvoir s’attaquer à ce qu’il recherche depuis toujours : la liquéfaction des gaz dits « permanents ». Il établit son premier manomètre à côté de son laboratoire de Châtillon sur la falaise de l’ancien rempart le long du coteau. Comme la dénivellation est trop faible (10 mètres), un nouveau manomètre à tube de mercure est essayé en rade de Toulon ; puis un autre le sera plus tard, dans le puits artésien de la Butte aux Cailles à Paris, alors en cours de forage ; et enfin, il y aura, en 1891, celui de la tour Eiffel avec la collaboration de E. Colardeau et de Ducretet. Ils permettront de vérifier les résultats du physicien Émile Amagat, qui montra que la célèbre loi de Mariotte ({\displaystyle PV=nRT}) n'est exacte que pour des pressions modérées, et qu'à partir d'une certaine limite la compressibilité des gaz n'est plus exactement proportionnelle au volume et à la température. Ce manomètre lui permit également de déterminer des mesures étalons jusqu'à 400 atmosphères, qui furent aussitôt adoptées par les constructeurs de manomètres du monde entier. Il envoie à chaque fois une note à l'Académie des Sciences et publie ses résultats dans des revues scientifiques.
Dès les années 1860-1870, Louis Cailletet s'intéresse à la compressibilité des gaz en commençant par la perméabilité du fer à l'hydrogène. En 1870, il installe un premier laboratoire à Châtillon-sur-Seine au premier étage d'une ancienne orangerie, où il commence par étudier la loi de Mariotte aux très hautes pressions et basses températures avec une grosse pompe hydraulique, qu'il fait fabriquer à Châtillon par son cousin Célestin Courtois dans son usine de pressoir pour la vigne. Avec ses amis physiciens et chimistes parisiens E. Colardeau et Émile Mathias, Louis Cailletet commence alors par mettre au point des appareils de mesure des hautes pressions et des très basses températures, qui feront l'objet de nombreuses communications à l'Académie. « Il crée ainsi, suivant le mot de son maître, devenu bientôt son ami, puis son confrère Sainte Claire Deville, une chimie nouvelle, celle des hautes pressions ».
Louis et son épouse Berthe passent l’hiver 1870-1871 à Châtillon-sur-Seine dans leur maison de la rue Saint-Jean, accueillant soldats et officiers prussiens.

### Liquéfaction dudioxygèneet dudioxyde d'azote

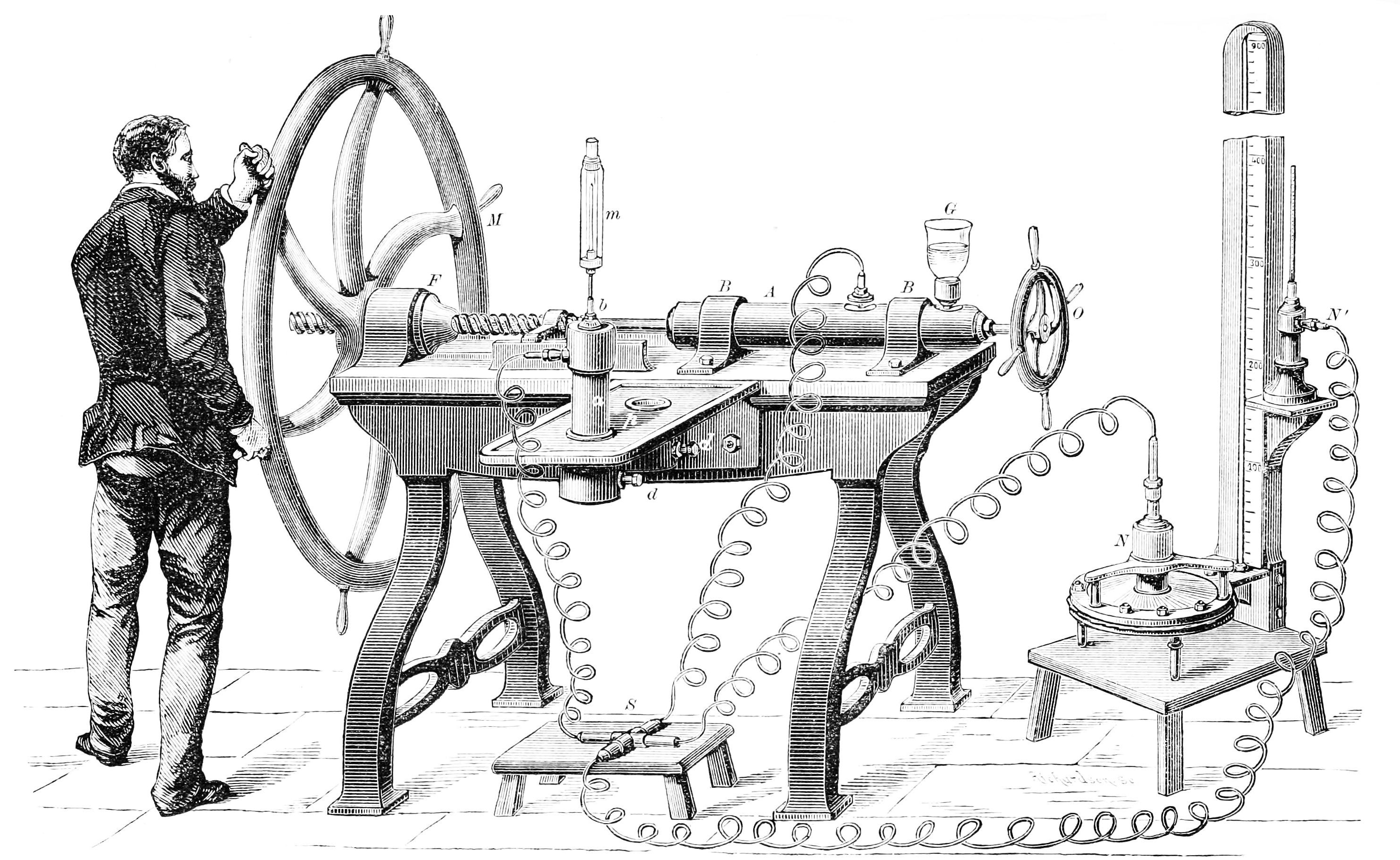

En novembre 1877 dans son laboratoire de Châtillon-sur-Seine, il réussit à liquéfier l'acétylène, puis le dioxyde d'azote par le froid intense résultant d'une décompression brusque du gaz fortement comprimé à 200 bar, puis refroidi à l'aide de différents gaz liquéfiés, dont l'éthylène bouillant à −29 °C) à la pression atmosphérique.
La même année il réussit le premier à liquéfier le dioxygène. Il y parvient le 2 décembre 1877 en produisant des gouttelettes d'oxygène liquide par une méthode différente de celle utilisée par son collègue genevois Raoul Pictet, en utilisant l'effet Joule-Thomson. Dans sa technique, le dioxygène est comprimé à 200 bar, puis refroidi à −29 °C. Il subit ensuite une dilatation brutale ; cette détente de 200 atm doit, théoriquement, produire un refroidissement de l'ordre de 200 °C, aboutissant à l'apparition de fines gouttelettes d'oxygène liquide. Dans les années qui suivirent, entre 1878 et 1886, Louis Cailletet a l'idée d'améliorer son système en séparant le tube de liquéfaction de la cuve à mercure, qui congèle à −39 °C, pour refroidir l'oxygène sous vide à des températures inférieures.

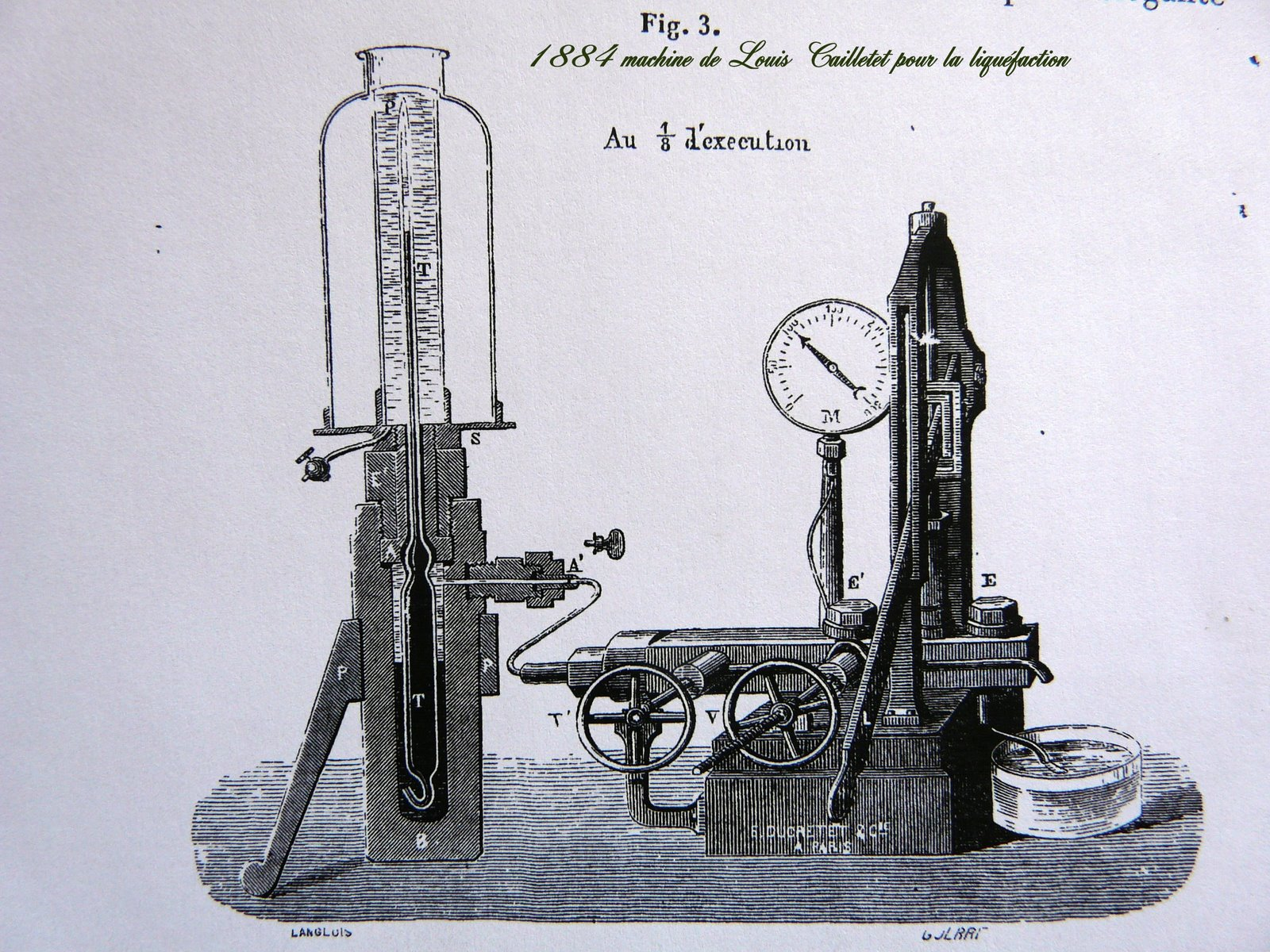
L'appareil de liquéfaction de Cailletet est composée d'une pompe hydraulique de 0-300 bars, d'une cuve à mercure, d'un tube de liquéfaction avec son système de refroidissement et d'un manomètre.

Cela devrait lui permettre d'obtenir une liquéfaction plus stable et plus importante ; mais ce seront ses confrères polonais, qui le réussiront avant lui. Sa petite pompe hydraulique et son appareil de liquéfaction, composé d'une cuve à mercure et d'un tube de liquéfaction, seront fabriqués et commercialisés par les établissements Ducretet à Paris (Thomson) dès 1878. Elle servit, entre 1878 et 1950, à tous les grands laboratoires de recherche et d'enseignement pour l'étude de la liquéfaction des gaz, comme l'oxygène et l'azote, mais également l'hydrogène par Dewar.
En 1883 deux Polonais, Zygmunt Wróblewski et Karol Olszewski, réussissent une liquéfaction stable de quelques décilitres d'oxygène puis de l'azote. En 1898, l'Anglais Sir James Dewar liquéfie l'hydrogène à −240 °C et enfin le 10 juillet 1908, Kamerling Onnes réussit le dernier des gaz « récalcitrants », l'hélium, à −270 °C, à l'université de Leyde aux Pays-Bas
Cette dernière découverte ouvrira le champ d'une nouvelle aventure, celle de la supraconductivité. Avec de nombreux chercheurs et enseignants des universités et grandes écoles parisiennes, comme Colardeau, Mathias, Bouty, Hautefeuille, Cailletet fit de nombreuses recherches et publications en ces domaines. Sa correspondance montre, qu’il est en contact avec de nombreux chercheurs étrangers à travers toute l’Europe : Raoul Pictet à Genève en Suisse, Andrews et Dewar de la Royal Society de Londres en Angleterre, Bleekrrode à La Haye et Onnes de l’université de Leyde aux Pays-Bas ; les professeurs Wróblewski et Olszewski, de l’université de Cracovie en Pologne, suivirent les expériences de Cailletet à Paris, et achetèrent, comme de nombreux chercheurs à travers toute l’Europe, sa machine chez Ducretet dès janvier 1878.
Ces travaux valent à Louis Cailletet, et à son collègue Raoul Pictet, de recevoir, ensemble, la médaille Davy en 1878. Louis Cailletet est élu membre de l'Académie des sciences en 1884. Toutes ces découvertes sont à l'origine de l'industrie moderne du froid, de la cryogénie et des hautes pressions. Louis Cailletet aurait pu se reposer sur ses lauriers, mais sa remarquable faculté d'invention ne le lui permettait pas. Ces publications, qui suscitèrent un grand enthousiasme, tant dans le monde savant, que dans le public, furent suivies d'une série de recherches sur l'état des gaz au voisinage de leur point critique, sur la production des grands froids par l'évaporation des gaz liquéfiés, la conductibilité électrique et la densité de ces liquides. C'est, grâce à ces recherches, qu'est née l'industrie moderne du froid, qui va révolutionner l'industrie et la vie moderne au XXe siècle. Louis Cailletet s'intéresse, alors, plus à ses recherches et à ses publications à l’Académie des Sciences, qu’à la direction d’une forge en perte de vitesse, et à la commercialisation de sa production dans une région, sans grands moyens de communications fluviales et ferroviaires. En 1887, Louis vend Chenecières à son beau-frère Émile Suquet ; il liquide le haut fourneau de Villotte, déjà fermé depuis plusieurs années. Son épouse Berthe Delaunay meurt en 1889 ; aussi Louis Cailletet, n'ayant plus d’attache à Châtillon-sur-Seine, part, pour une retraite bien méritée, mais qui restera très active, s'installer à Paris, boulevard Saint Michel, à deux pas de l'Institut, du laboratoire de chimie de l'École normale, et face à l'École des Mines.

### Expériences à la Tour Eiffel
Après l'Exposition universelle de 1889, et pour justifier, aux yeux du public parisien, l'utilité de sa tour, Louis Cailletet est invité par son ami, bourguignon comme lui, Gustave Eiffel à construire deux laboratoires dans la nouvelle tour.
Il y construit le grand manomètre de 300 mètres inauguré le 2 avril 1891, ainsi que le laboratoire pour l'étude de la chute des corps en 1891-1892, qui est installé sur la deuxième plate-forme de la tour Eiffel, à 120 mètres au-dessus du sol. Le grand manomètre va servir de mesure étalon pour la fabrication de tous les manomètres industriels.

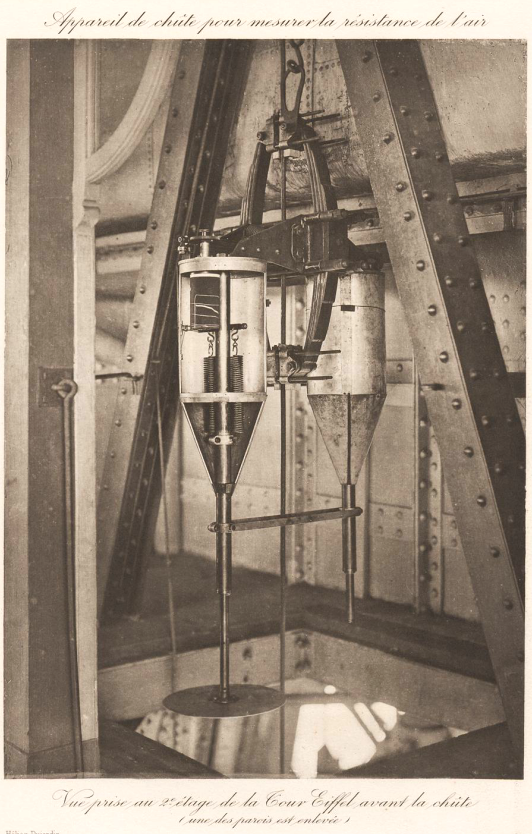
Appareil pour l'étude de la chute des corps depuis le laboratoire (1907)
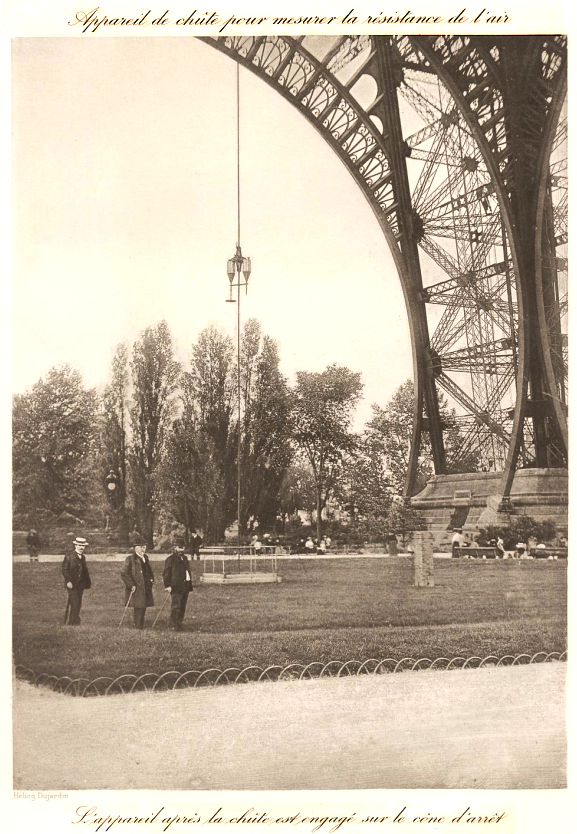
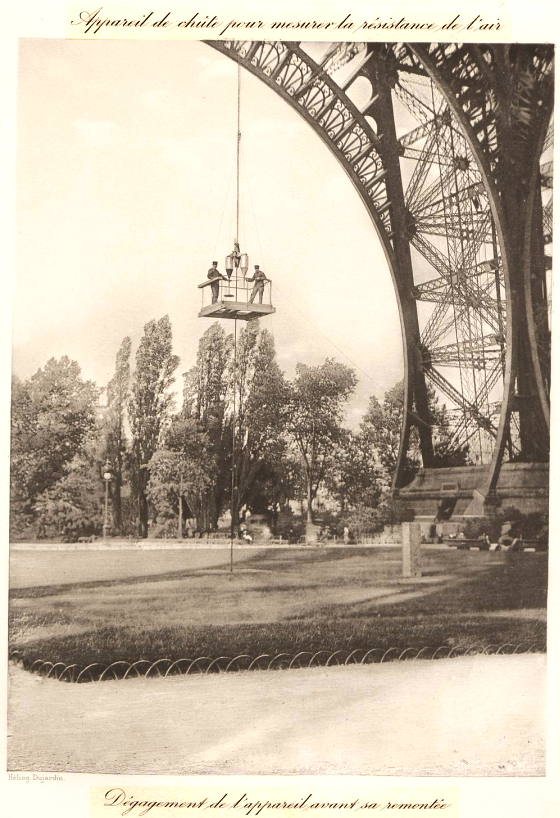

C'est là, qu'ils firent des expériences avec leur collègue physicien Eugène Colardeau, sur la résistance de l'air et la chute des corps, c'est-à-dire, les lois de la résistance, que l'air oppose aux corps en mouvement, données nécessaires à la science de l'aviation, qui allait bientôt naître. Comme on commence à parler des « plus lourds que l'air », il commence à déterminer un coefficient (Cx) pour mesurer la résistance de l'air à un profil donné.

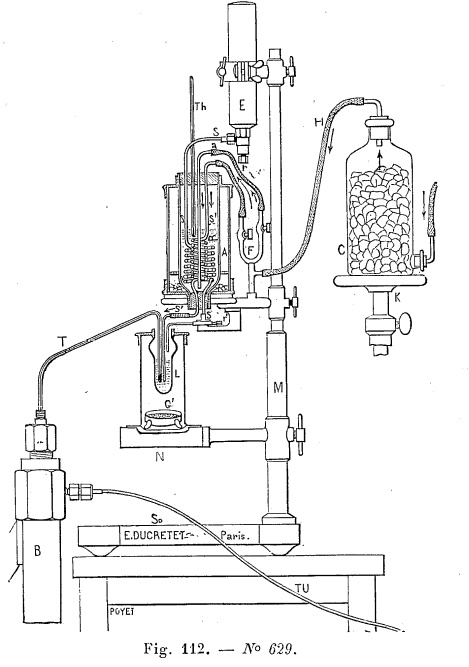
Louis Cailletet sépare le tube de liquéfaction du trépied et de la cuve à mercure, pour faire le vide sur le liquide de refroidissement, et ainsi, atteindre des températures d’ébullition du liquide de refroidissement inférieures à -39 °C, température de congélation du mercure.

### Applications scientifiques et industrielles de la liquéfaction de l'azote et de l'oxygène
Dès 1903, d'Arsonval s'exprimait ainsi : « La liquéfaction de l'air n'est pas seulement une révolution scientifique, c’est aussi et surtout une révolution économique et sociale ». Toutes ces découvertes sur les gaz sont à l’origine de l’industrie moderne du froid, de la cryogénie, des très basses températures et des hautes pressions. Parmi leurs très nombreuses applications, on peut citer aujourd'hui la conservation des aliments, la médecine (conservation des organes, banque du sperme), l'industrie des métaux, la conquête spatiale (l'oxygène servant de comburant pour fusées). « Ainsi, un siècle après les essais de Cailletet, l'industrie du monde entier produit d'énormes quantités de ce gaz liquéfié, aux propriétés vraiment remarquables et il serait bien imprudent de vouloir fixer une limite à ses applications ».
La liquéfaction des gaz a eu, depuis, des applications dans de nombreux domaines : domestiques, industriels, médicaux, culinaires et spatiaux.
- Cryo-conservation et cryo-coagulation : l'azote liquide, en médecine, permet la conservation des spermatozoïdes, des embryons, et des organes pour leur transplantation par suspension du métabolisme. Les dermatologues utilisent l'azote liquide pour traiter les verrues et les lésions cutanées.
- La cuisine moléculaire, aujourd'hui très en vogue, utilise l'azote liquide pour la préparation des aliments.
- L'oxygène liquide permet aux aviateurs et astronomes de respirer dans l'espace et en haute atmosphère.
- L'hydrogène et l'oxygène liquide permettent d'envoyer des fusées comme Ariane, les navettes, les stations spatiales et pour maintenir les satellites sur leurs orbites.
- Le cryo-broyage  utilise un liquide cryogénique (azote liquide) pour refroidir avec précision les matériaux jusqu'à leur point de fragilisation afin d'en faciliter la réduction mécanique. La transformation en une fine poudre de toutes sortes de matières.
- La condensation cryogénique ou givrage. Le procédé du givrage ou de la condensation cryogénique est un système cryogénique de récupération des composés organiques volatils (COV) dans les flux gazeux. Il est particulièrement efficace dans les situations de faible concentration de solvant. Il permet la récupération de plus de 90 % des gaz destructeurs de la couche d'ozone.
- la création, à partir d'azote liquide, de toutes sortes de neiges

### Photographie aérienne et téléphotographie
Louis Cailletet a conçu un appareil photographique, qui sera construit par Léon Gaumont, permettant de mesurer l'altitude à laquelle se trouve un ballon-sonde.
A l'Académie des Sciences, il a présenté en 1903 le premier appareil de téléphotographie d'Arthur Korn et a montré quelques photos communiquées par Korn à Albert Dauzat, alors journaliste au Petit bleu de Paris. En 1909, Calletet a également présenté le télétaucopiste de Louis Semat, système d'appareils permettant de transmettre à distance, au moyen des lignes télégraphiques ordinaires, les dessins, écritures, où tous autres graphiques tracés ou imprimés.

## L'Aéro-Club de France
Louis Cailletet fut l'un des premiers fondateurs de l'Aéro-Club de France en 1898 (il a 66 ans) Il s’intéresse, dès leur création aux ballons-sondes, que viennent de réaliser et lancer (le 14 novembre 1892), le savant Gustave Hermite, et l’aéronaute écrivain Georges Besançon (1866-1934). Cailletet encourage de tout son pouvoir les deux jeunes chercheurs, qui projettent de passer au-dessus du pôle Nord en ballon. Cailletet construit un appareil de « prise » de vues. Il participe, en 1896, à la conférence internationale de la météorologie de Paris, présidée par Mascart. Gustave Hermite a développé un plan national d'expérimentation de ballons habités ou non, devant une commission composée de grands noms : Andrew, Assmann, Berson, Besançon, Cailletet, Erk, de Fonveille, Hergesell, Hermite, Jaubert, Pomotzew de Saint-Pétersbourg, et Rotch de Boston. L’alimentation des ballons, au moyen de gaz liquides emportés dans des récipients solides, l’intéressa particulièrement. Il fut, aussi, un de ceux, qui encouragèrent les recherches sur les cerfs-volants, et qui firent prendre à cet appareil, une place, qui n’est pas négligeable, ni scientifiquement, ni pratiquement dans l’outillage de l’aéronautique.

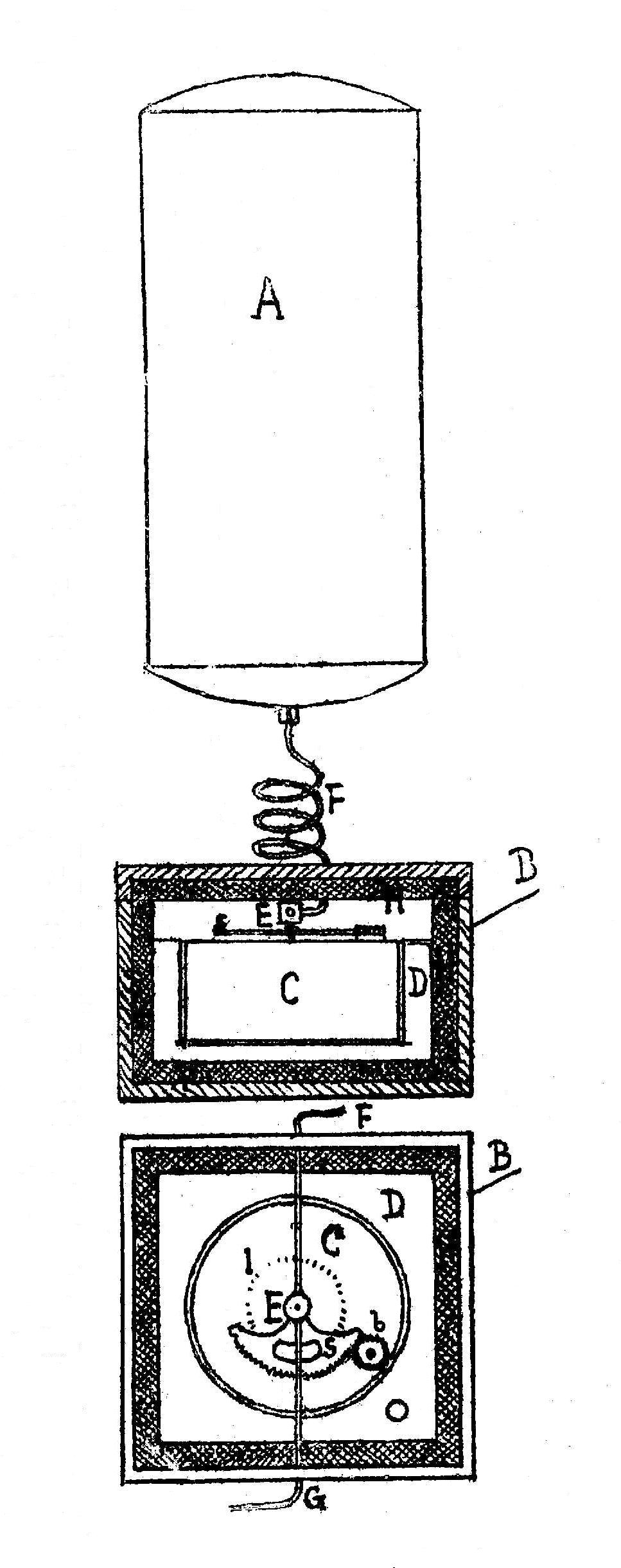
Capteur d'air stratosphérique pour ballon-sonde

Cailletet conçoit un appareil de prise d’air en haute altitude, monté sur un ballon-sonde permettant, grâce à une horloge, d’aller effectuer des prélèvements d’air, dans la stratosphère (15 000 m), et à toutes les latitudes, des échantillons de fluide atmosphérique, et de les ramener au sol pour analyse. Il étudie et monte des expériences avec des ballons-sondes, pour l'étude de l'atmosphère et faire des photos aériennes, avec un appareil à déclenchement automatique muni d'une horloge. Avant de contribuer à la fondation de la commission internationale d’aérostation scientifique, et pour développer et coordonner dans le monde entier les observations météorologiques par ballon-sonde.
Cailletet provoque la création de la commission scientifique d’aérostation, qui effectue les mêmes recherches en France. Cette commission siège à l’Académie des sciences, et réunit l’hydrographe Jean-Jacques Bouquet de La Grye (1827-1909), le physicien Éleuthère Mascart (1837-1908), Cailletet, le physicien Jules Violle (1841-1923), le prince Roland Bonaparte, le commandant Arthur Krebs (1850-1935), Angor, Léon Teisserenc de Bort (1855-1913), Gustave Hermite et Georges Besançon.
Paul Bert, en 1875, avait remis aux aéronautes des ballonnets remplis d’oxygène pour respirer en haute altitude, mais le ballon avait explosé à 8 000 m et plusieurs aéronautes étaient morts. Cailletet invente, en 1901, un masque permettant de vivre en haute altitude grâce à l'inhalation d'oxygène mélangé à l’air ambiant. Dans les bouteilles thermos inventées par d'Arsonval, l'oxygène liquide peut être transporté et, par ébullition, transformé en gaz qui se combine à l'air.
L'hommage, rendu par le général Auguste Hirschauer, directeur de l'aéronautique militaire française en 1913 : « C’est au cours des travaux préparatoires de l’exposition universelle de 1900 que j’eus, pour la première fois, l’honneur d’être présenté au maître que nous pleurons. C’est au cours des congrès et des concours aéronautiques de 1900 que je fus amené à collaborer à ses travaux ».« C'est sous son égide, sage et pondérée, sous sa direction éclairée, que s'est, depuis le début, placée L'Aéro-Club de France, la société qui régit le sport aérien en France. Dire l’œuvre de Cailletet comme président de cette société, c’est décrire son développement, ses travaux, son influence grandissante et méritée ». En 1900, avec le général Hischauer, Louis Cailletet réussit à faire la première photographie aérienne du sol depuis un ballon captif. L’appareil photographique était commandé depuis le sol et avait neuf objectifs. Il fit à cette occasion de nombreux essais avec la marine à Toulon. « L'année suivante, nous allions dans l'escadre de la Méditerranée à bord de La Foudre, qui aujourd'hui reçoit nos avions marins, expérimenter un appareil de photographie aérienne, œuvre de son cerveau, et qui nous permit la même année de constituer une méthode de reconnaissance aérienne des places et des côtes ».
« C’est encore, avec l’actuel président de l’Aéro-Club de France, qu’en 1902, nous organisions le service des aéronautes des places fortes, formés de pilotes pourvus du brevet d’aéronaute de l’Aéro-Club. L’aviation naissante a pris ses règlements à l’Aéro-Club, qui délivre des brevets, dont nous reconnaissons la valeur, en obligeant tous nos pilotes militaires à passer avant tout les épreuves de ce brevet ». « Sur la demande de Cailletet, le ministre de la guerre a admis récemment les commissaires de l’Aéro-Club à contrôler les épreuves du brevet militaire pour le personnel de la réserve et de la territoriale. Hier encore, le ministre décidait, que les épreuves de brevet militaire des pilotes d’aérostats seraient les épreuves requises par l’Aéro-Club ». « C’est donc, en constante communion d’idée avec l’armée, qu’a marché l’Aéro-Club de France, de 1905 à 1913, sous l’égide de son distingué président ; c’est avec le constant concours de l’Aéro-Club de France, que l’aéronautique militaire a édifié son œuvre. Et c’est, comme chef de l’aéronautique militaire, au nom du général Roques, mon éminent chef et prédécesseur, au nom de mes collaborateurs, en mon nom personnel, que je viens saluer respectueusement la dépouille du grand homme qui n’est plus ».
Nommé, en janvier 1905, président de l’Aéro-Club de France, Cailletet se dépense sans compter, pour développer la cause aérienne, comme le rappelle Ernest Archdeacon, au nom de la ligue nationale aérienne, lors de son éloge funèbre : « En l’absence du président de la ligue nationale aérienne, actuellement souffrant, je crois remplir un devoir qui s’impose, en apportant au grand savant disparu, l’hommage ému de quelques milliers d’hommes, passionnés de la science aérienne, que nous représentons ici ». « Car Cailletet ne fut pas seulement le glorieux expérimentateur, mondialement connu, dont on vous a déjà rappelé tout au long les géniales découvertes, il y a un de ses grands mérites, que je tiens tout particulièrement à rappeler ici : quand mes collègues de l’Aéro-Club, et moi-même, l’avons naguère prié d’accepter la présidence, il était déjà extrêmement souffrant et fatigué, il aurait assurément décliné cette lourde charge, s’il avait considéré seulement son très grand besoin de repos ».
En 1908, il participe à la création de l'association française du froid, aux côtés de tous les grands pionniers de la cryogénie (Dewar, Linde, Georges Claude, Kammerling Onnes).
En janvier 1910, ses admirateurs et amis organisent une réception à Cannes, dans les salons du Carlton, pour le 25e anniversaire de l'élection de Louis Cailletet à l'Académie. S. A. le Prince, Albert Ier de Monaco, présidait le dîner. Y assistaient une centaine de personnalités, dont son altesse le Prince Roland Bonaparte, d'Arsonval, Eiffel, Berthelot, le Comte de Gramont, etc., ainsi que le Dr Paul Reignard, directeur de l'Institut océanographique de Monaco, dont Louis Cailletet avait participé à la création et dont il faisait partie au conseil d'administration.
En 1912, à Pau, le roi d'Espagne Alphonse XIII et le roi d'Angleterre Édouard VII furent reçus par l'Aéro-Club de France ; il assista à une revue d'aviation sur ce terrain en présence de Roland Garros et de Chevilliard.
Louis Cailletet ne résilie la présidence de l'Aéro-Club qu'à l'âge de 80 ans, à la veille de sa mort, survenue le 5 janvier 1913. Il sera présent à tous les meeting aériens et soutiendra les jeunes aviateurs et ingénieurs qui se lancent dans cette nouvelle aventure, avec les ballons dirigeables et les premiers avions. Le comte Henry de La Vaulx, le 10 janvier, rend encore, dans l'église Saint-Nicolas de Châtillon-sur-Seine avant son inhumation, cet hommage à Cailletet qui éclaire singulièrement le rôle politique qu'il a joué pendant huit ans : « Cailletet était pour nous plus qu'un président, c'était un père qui accueillait tous ses enfants avec affection, avec indulgence ; il savait nous aimer, il savait nous conseiller, et lui qui avait conquis l'admiration de l'Europe entière, lui dont le nom nous était déjà familier sur les bancs du collège et représentait pour nos jeunes cerveaux la célébrité scientifique, il daignait venir diriger nos travaux, Et de sa voix calme, douce, prenante, il encourageait nos timides efforts, il les protégeait en haut lieu, et à une époque où l'aéronautique était un peu considérée comme une utopie, et où les milieux scientifiques officiels nous regardaient en souriant, il prenait notre défense, et peu à peu il nous fit ouvrir toutes grandes les portes des sanctuaires les plus fermés ». « Si l'aéronautique a actuellement gagné sa cause devant l'opinion, c'est, il est juste de le reconnaître, grâce à la hardiesse de nos pilotes, à l'intelligence de nos ingénieurs, mais aussi en grande partie grâce à l'éloquence persuasive et pénétrante de notre vénéré président dans les milieux scientifiques, éloquence persuasive qui créa peu à peu autour de nous une ambiance sympathique où nos travaux pouvaient se développer avec fruit ».
Aujourd'hui, le nom de Cailletet est honoré dans le monde entier par les thermodynamiciens et les cryogénistes. Il est considéré comme le père des basses températures et un des pionniers de la cryogénie. Le 2 décembre 1877, il a fait sauter le mythe des gaz « permanents » et ouvert la porte à l'étude des très basses températures et à ses applications, qui furent découvertes, en 1911, en Hollande par son collègue Kamerling Onnes dans le domaine de la supraconductivité.

## Hommages
« Au physique, cet homme, très raisonné, dont l'ambition se fait chaque jour grandissante, la vivacité de son regard, sa parole quelque peu saccadée, le représente comme un homme, d'une activité fébrile et toujours en quête de progrès, au résumé c'est un jeune vieillard plein de vie et d'énergie qui réserve encore à la science plus d'une surprise ». (Le 15 avril 1909, dans le journal le Jour illustré.) « Bourguignon, Cailletet avait la vigueur physique, la franchise, la gaieté, la bonne humeur de sa race : si j’ajoute que, chez lui, le cœur était aussi bon, aussi généreux que l’intelligence était primesautière et l’activité prodigieuse, on devinera quel homme exquis il était dans l’intimité . » Le Dr Monin, président de la « Grappe » châtillonnaise, disait de Louis Cailletet « Bourguignon de race, il en a les qualités principales : l'amour du travail et la ténacité dans les entreprises. Toutes les récompenses qui lui ont été accordées, il ne les a jamais briguées, elles sont allées à lui comme des choses dues. Rien n'a jamais pu altérer ni sa modestie, ni l'aménité de son caractère ».

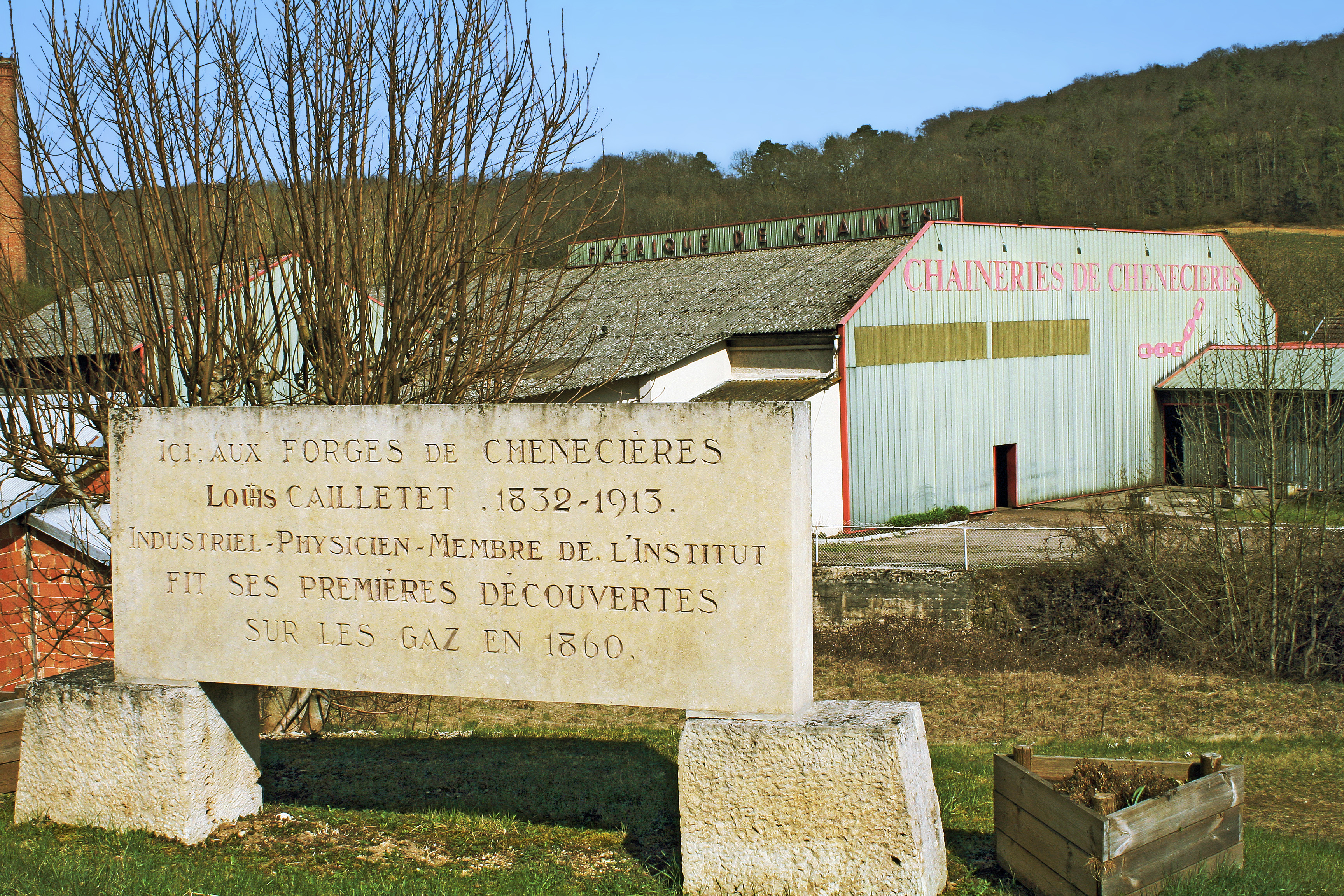
Monument à Louis Cailletet à Chenecières.

Depuis 1931, il existe la rue Cailletet dans le XIIe arrondissement de Paris, l'on trouve également des rues « Louis-Cailletet » à Châtillon-sur-Seine et à Dijon.
En 1932, sa bonne ville de Châtillon mit à l'honneur Louis Cailletet pour le centenaire de sa naissance. En 1957 puis en 1977, la ville de Châtillon et le village de Saint-Marc-sur-Seine fêtèrent dignement l'anniversaire de la découverte de la liquéfaction de l'oxygène.
Les 21-28 août 2013, la ville de Châtillon-sur-Seine organisa, avec l'aide de l'association des amis du châtillonnais et la famille Darbois, une exposition et des conférences pour célébrer le centenaire de la mort de Louis Cailletet :
- conférence de Jean Yves Thonnelier (R&D Air liquide)[10] ;
- conférence de Christian Gianese, (liquéfacteur d'hélium, institut Néel, CNRS Grenoble)[11].

Le village de Chenecières organisa le 15 septembre 2013 une cérémonie devant le monument en mémoire de Louis Cailletet.
Le musée du pays Châtillonnais, le lycée Henri IV, le musée des arts et métiers à Paris, la faculté des Sciences de Strasbourg, etc. conservent encore aujourd'hui des exemplaires de la petite pompe et du trépied-tube de liquéfaction.
L'astéroïde (13219) Cailletet de la ceinture principale, découvert par le projet Spacewatch le 30 juin 1997 porte son nom en son honneur.

## Publications

### Comptes rendus à l’Académie desSciences
- 1853 – Louis Cailletet, « Du fer et de ses Alliages au point de vue du magnétisme : procédés industriels pour obtenir du fer exempt de force coercitive », Comptes rendus, t. XLVIIIp. 1113, 1853.
- 1857 - Louis Cailletet, « Influence de l'hydrogène naissant sur l'amalgamation », Comptes rendus,
- 1862 - Louis Cailletet, « Recherches sur les fontes et le puddlage», Comptes rendus, t. LIV, p. 368.
- 1864 - Louis Cailletet, « Sur la perméabilité du fer pour les gaz à haute température », 15 février 1864, Comptes rendus, t. LVIII, p. 327, 1864.
- 1864 - Louis Cailletet, « Sur la perméabilité du fer pour l'hydrogène à haute température », Comptes rendus, t. LVIII, p. 1037.
- 1865 - Louis Cailletet, « Analyse des gaz renfermés dans les caisses de cémentation », Comptes rendus, t. LX., p. 344.
- 1865 - Louis Cailletet, « Cémentation du fer par la fonte chauffée au-dessous de son point de fusion », Comptes rendus, t. LX, p. 564.
- 1867 - Louis Cailletet, « Procédés de dorure et d'argenture au moyen de l'amalgame de sodium », Comptes rendus, t. LXIV, p. 857, 1867.
- 1867 – Louis Cailletet, « De l'influence des rayons colorés sur la décomposition de l'acide carbonique par les plantes », Comptes rendus, t. LXV, p. 322 et Annales de Chimie, 1867.
- 1866 - Louis Cailletet, « .De la dissociation des gaz dans les foyers métallurgiques, 16 avril 1866, Comptes rendus, t. LXII, p. 891, 1866.
- 1868 - Louis Cailletet, « Sur la perméabilité du fer pour l'hydrogène à la température ordinaire » , Comptes rendus, t. LXVI, p. 847.
- 1869 - Louis Cailletet, « De l'influence de la pression sur les phénomènes chimiques, 15 février 1869, Comptes rendus, t. LXVIII, p. 395, 1869.
- 1869 - Louis Cailletet, « Sur l'origine du carbone fixé par les végétaux à chlorophylle », Comptes rendus, t. LXXIII, p. 1476.
- 1869 - Louis Cailletet, « Les feuilles des plantes peuvent-elles absorber l'eau liquide », Comptes rendus, t. LXXIII, p. 681.
- 1870 - Louis Cailletet, « Sur la compressibilité des gaz à hautes pressions », 23 mai 1870, Comptes rendus, t. LXX p. l131.
- 1872 - Louis Cailletet, « De l'influence de la pression sur les raies du spectre », 13 mai 1872, Comptes rendus, t. LXXIV, p. 1282, 1872.
- 1873 - Louis Cailletet, « Compressibilité des liquides à hautes pressions », Comptes rendus, t. LXXV, p. 77.
- 1873 - Louis Cailletet, « Recherches sur l'acide carbonique liquide », Comptes rendus, t. LXXV, p. 1271.
- 1874 - Louis Cailletet, « Sur la résistance des tubes de verre à la rupture », 9 février 1874, Comptes rendus, t. LXXVIII, p. 411.
- 1875 - Louis Cailletet, « Influence de la pression sur la combustion », 22 février 1875, Comptes rendus, t. LXXX, p. 48.
- 1875 - Louis Cailletet, « Sur le fer hydrogéné », Comptes rendus, t. LXXXI, p. 319.
- 1876 - Louis Cailletet, « Sur la nature des substances minérales assimilées par les champignons, 22 mai 1876, Comptes rendus, t. LXXXII, p. 1205.
- 1876 - Louis Cailletet, « Manomètre destiné à mesurer les hautes pressions - 18 décembre 1876, Comptes rendus, t. LXXXIII, p. 1211.
- 1877 - Louis Cailletet, « Sur la construction des manomètres à air libre, destinés à mesurer les hautes pressions », 8 janvier 1877, Comptes rendus, t. LXXXIV, p. 82, 1877.
- 1877 - Louis Cailletet, « Sur la composition et l'emploi industriel du gaz sortant des foyers métallurgiques », Comptes rendus, t. LXXXV, p. 955, 1877.
- 1877 - Louis Cailletet, « Sur la liquéfaction de l'acétylène », 5 novembre 1877, Comptes rendus, t. LXXXV, annales 5e série, t. XV.
- 1877 - Louis Cailletet, « Sur la condensation ou liquéfaction du bioxyde d'azote », Comptes rendus, t. LXXXV, annales 5e série, t. XV, p. 1016-7.
- 1877 - Louis Cailletet, « De la condensation de l'oxygène et de l'oxyde de carbone », décembre 1877, Comptes rendus, t. LXXXV, 1877 et annales même tome.
- 1877 - Louis Cailletet, « Sur la condensation des gaz réputés incoercibles », 31 décembre 1877, Comptes rendus, t. LXXXV, p. 1270, 1877.
- 1877 - Mr. Dumas, avant de faire connaître à l'Académie les « résultats de L. Cailletet et Raoul Pictet, pour la liquéfaction de l'oxygène, donne lecture d'un passage des œuvres de Lavoisier » , Comptes rendus, p. 1213, 1877.
- 1877 - R. Pictet, « Expérience sur la liquéfaction de l'oxygène » , Comptes rendus, p. 1214, 1877.
- 1877 - « Remarques de H. Sainte-Claire Deville, relative aux expériences de L. Cailletet », Comptes rendus, p. 1217, 1877.
- 1877 - « Remarques de M. Jamin, relative aux résultats obtenus par L. Cailletet », Comptes rendus, p. 1217, 1877.
- 1877 - M.A. Bouvet adresse une « note relative au principe de la méthode d'après laquelle il a opéré », Comptes rendus, 1877.
- 1878 - Louis Cailletet, « Sur la liquéfaction des gaz », Comptes rendus, t. LXXXVI, p. 97-98). suivi d'une note d'Henri Sainte Claire Deville, Description de l'appareil de Cailletet, p. 98
- 1877 - le Journal de Genève, du 29 décembre, concernant une nouvelle expérience de liquéfaction de l’oxygène, effectuée par M. R. Pictet, Comptes rendus, 1877.
- 1877 - E. Sorel adresse une Note relative à un appareil destiné à soumettre les gaz à de hautes pressions », (Commissaires : MM. H. Sainte-Claire Deville, Berthelot, Comptes rendus, 1877.
- 1877 - Genève le, 24 décembre 1877 : télégramme de Pictet, Comptes rendus, 1877.
- 1878 - M.A. Bouvet adresse une note relative au principe de la méthode d'après laquelle il a opéré, Comptes rendus 1878
- 1879 - Louis Cailletet, « Recherches sur la compressibilité des gaz », 13 janvier 1879, Comptes rendus, t. LXXXVIII, p. 61, 1879.
- 1881 - Louis Cailletet, « Expériences sur la compressibilité des mélanges gazeux. Recherches sur la liquéfaction des mélanges gazeux », 11 avril 1881, Comptes rendus, t. XC, p. 210, 1881.
- 1881 - Louis Cailletet & Hautefeuille, « Recherches sur les changements d'état dans le voisinage du point critique de température », 4 avril 1881, Comptes rendus, t. XCII, p. 840)
- 1881 - Louis Cailletet & Hautefeuille, « Recherches sur la liquéfaction des mélanges gazeux », Comptes rendus, t. XCII, p. 840.
- 1881 - Louis Cailletet et Hautefeuille, « Sur les densités de l'oxygène, de l'hydrogène et de l'azote liquéfiés en présence d'un liquide sans action chimique sur ces corps simples », 9 mai 1881, Comptes rendus, t. XCII,.
- 1882 - Louis Cailletet, « Nouvelle pompe destinée à comprimer les gaz », 6 mars 1882, Comptes rendus, t. XCIV, 1882.
- 1882 - Louis Cailletet, « Sur l'emploi des gaz liquéfiés, et en particulier de l'éthylène, pour la production des basses températures », 1er mai 1882, Comptes rendus, t. XCIV, p. 1214, 1882)
- 1882 - Louis Cailletet, «Sur divers hydrates qui se forment par la pression et la détente », 10 juillet 1882, Comptes rendus, t. XCII, p. 1086.
- 1883 - Debray, « Wroblevski et Olszenski », Comptes rendus, tome XCVI, no 16, du 16 avril 1883,p. 1140)
- 1883 - Debray, « Sur la liquéfaction de l'oxygène et de l'azote, et sur la solidification du sulfure de carbone et de l'alcool". Note de MM. S. Wroblevski et K. Olszenski, Comptes rendus, tome XCVI, n°16, du 16 avril 1883, p. 1140-1142)
- 1883 - Louis Cailletet, « Sur la production des températures très basses au moyen d'appareils continus », 19 novembre 1883, Comptes rendus, t. XCVII, p. 1115, 1883.
- 1884 - Louis Cailletet, « « Observations sur une communication de M. Wroblewski, sur la liquéfaction de l'hydrogène », Comptes rendus, t. 98.
- 1884 - admission Louis Cailletet, 9 juin 1884, Comptes rendus, 1884. Louis Cailletet est présenté comme candidat à la place d'académicien libre en remplacement de M. de La Gournerie, Comptes rendus, t. 98.
- 1884 - Cailletet est présenté comme candidat à la place d'académicien libre en remplacement de M. Brégnet, puis du Ct du Montcel, Comptes rendus, t. 98.
- 1884 - Le prix Lacaze (physique) lui est décerné, Comptes rendus, t. 98.
- 1884- Est élu académicien libre à la place du Ct du Montcel. Comptes rendus, t. 98.
- 1884 – Louis Cailletet, « Sur l'emploi du Formène pour la production de très basses températures », 1884, Comptes rendus, t. 98, 1884.
- M. Cailletet fait remarquer qu'il a le premier fait connaître les procédés de liquéfaction de l'éthylène et du formène, Comptes rendus, t. 100.
- 1884 - Th. Swarts, « Réponse à deux notes de M. Wroblewski sur la liquéfaction des gaz » « Réponse à deux notes de M. Wroblewski, 4 août 1884 », Comptes rendus, t. 99.
- 1885 – Louis Cailletet, « Nouveau procédé pour obtenir la liquéfaction de l'oxygène », 20 avril 1885, Comptes rendus, t. 100.
- 1885 -. – Louis Cailletet, « Nouveau procédé pour obtenir la liquéfaction de l'oxygène , Roma
- 1885 - Note de Ernest Solvay présentée par L. Cailletet, « Sur la production mécanique des températures extrêmes », Comptes-rendus de l’Académie, t. CXXI, p. 1141-1144, 1885.
- 1885 – Louis Cailletet & Bouty, « Sur la conductivité électrique du mercure et des métaux purs aux basses températures », Journal de Physique, 2e série, t. IV ; juillet 1885 , Comptes rendus., t. 100, et Journal de Physique, 2e série, t. IV ; Juillet 1885
- 1886 - L. Cailletet & Mathias, « Recherches sur les densités des gaz liquéfiés et de leurs vapeurs saturées », Comptes rendus, t. 102.
- 1887 - L. Cailletet, « Recherches sur la densité de SO2 liquide et à l'état de vapeur saturée, avec M. Mathias », Journal de Physique, 2e série, t. VI ; septembre 1887 , Comptes rendus, t. 104.
- 1887 - Th. Swarts, « La Machine de Cailletet », Précis de chimie générale, t. 1er, 1887,
- 1889 Élu membre de la commission du prix Lacaze (physique) 1889, Comptes rendus, t. 108.
- 1889 - Louis Cailletet & Colardeau, « Sur l'état de la matière au voisinage du point critique », Comptes rendus, t. 108.
- 1889 - Louis Cailletet & Colardeau, « Sur une nouvelle méthode pour la détermination des températures et de pressions critiques et en particulier de celle de l'eau, Comptes rendus, t. 112.
- 1891 - Louis Cailletet, « Recherches sur la tension de la vapeur d'eau saturée jusqu'au point critique et détermination de ce point ». 1891-1170-1176.pdf Comptes rendus, t. 112.
- 1891 - L. Cailletet, « Description d'un manomètre à air libre de 300 mètres », Comptes rendus, t. 112.
- 1891 - L. Cailletet, Élu membre de la commission du prix Lacaze, Comptes rendus, t. 112.
- 1891 - L. Cailletet et E. Colardeau, « Recherches sur la chute des corps et de la résistance de l'air, expériences effectuées à la Tour Eiffel », Comptes rendus, t. 115.
- 1892 - L. Cailletet est élu membre de la commission du prix Lacaze, Comptes rendus, t. 116)
- 1893 - L. Cailletet et E. Colardeau, « Expériences sur la résistance de l'air et des divers gaz au mouvement du corps », sur la résistance de l’air et de divers gaz au mouvement des corps, Comptes rendus, 1893, 2e semestre. (T. CXVII, no 3), Comptes rendus, t. 117.
- Louis Cailletet, « Recherches sur la condensation des gaz de l'électrolyse par les corps poreux en particulier ceux de la famille du platine accumulateurs électriques », Comptes rendus, t. 119
- Louis Cailletet est nommé membre de la commission du prix Lacaze, Comptes rendus, t. 120.
- Louis Cailletet, « Observations au sujet d'une communication de M. Solvay», Comptes rendus, t. 121.
- Louis Cailletet, « Sur un appareil destiné à recueillir l'air à grandes hauteurs dans l'ascension de l'aéroplane. Analyse de cet air », Comptes rendus, t. 124.
- Louis Cailletet, « Appareil destiné à mesurer les hauteurs atteintes par les aérostats, vérifications des indications du baromètre », Comptes rendus, t. 125)
- 1891 - Louis Cailletet & Colardeau, « Sur une nouvelle méthode de détermination des températures et pressions critiques et, en particulier, de celles de l’eau. » Comptes rendus 1891
- 1879 - Louis Cailletet, « Études sur la haute atmosphère », (t. 126.
- Louis Cailletet, « Recherches sur les tensions de la vapeur de mercure saturée », Comptes rendus, t. 130.
- Louis Cailletet est nommé membre de la commission du prix Lacaze, Comptes rendus, t. 132.
- Louis Cailletet est désigné pour représenter l'académie à l'inauguration élevée à Arbois à la mémoire de Pasteur, Comptes rendus, t. 133.
- Louis Cailletet est membre de la commission chargée de préparer une liste de candidats à la place d'académicien libre, laissée vacante par la mort de l'amiral de Jonquières, Comptes rendus, t. 134.
- Louis Cailletet, « Observations à propos des expériences de M. G. Claude, sur la liquéfaction industrielle de l'air », Comptes rendus, t. 134.
- Louis Cailletet est adjoint à la commission aéronautique », Comptes rendus, t. 135.
- Louis Cailletet est nommé de la commission chargée de présenter une liste de candidats à la place de M. L. Bischopheme, Comptes rendus, t. 144.
- Louis Cailletet est nommé membre de la commission pour les prix Hébert = Hughes = 1908.., Comptes rendus, t. 146)
- Louis Cailletet est élu correspondant de l'académie en remplacement de feu M. d'Omalins d'Halloy, Comptes rendus, t. LXXXV, p. 1141.
- Louis Cailletet est présenté comme candidat à la place d'académicien libre, vacante par le décès de M. Bussy, Comptes rendus, t. XCIV., p. 1268.
- 1884 Cailletet est élu académicien libre, Comptes rendus, t. XCVIII, p. 1311 (1884.
- Le prix Lacaze est décerné à M. L. Cailletet, pour ses travaux sur la liquéfaction des gaz, Comptes rendus, t. XCIX.
- 1886 - Louis Cailletet, « Recherches sur les densités des gaz liquéfiés et de leurs vapeurs saturées », Journal de physique 2e série Tome V déc, 1886
- 1888 - L. Cailletet & E. Colardeau, « Mesure des basses températures », Journal de physique 2e série, t. VII, juillet 1888
- 1891 - Raoul Jagnaux, « Histoire de la chimie », Monge et Clouet. - Faraday. - Davy. - Bussy. - Thilorier. - Natterer. - Aime.- Cagniard de Latour. - M. Berthelot. - M. Andrew's. - M. Cailletet. - M. Pictet. - MM. Wroblewski et Olszewki. - Point critique. - Jamin , source
- 1893 - L. Cailletet et E. Colardeau, « Recherches expérimentales sur la chute des corps et sur la résistance de l'air à leur mouvement ; expériences exécutées à la Tour Eiffel », CR Académie – « sur la résistance de l’air et de divers gaz au mouvement des corps « - C. R., 1893, 2e semestre, t. CXVII, no 3, CR Académie 1893, p. 1048.
- 1894 – Louis Cailletet, « Recherches sur la condensation des gaz de l'électrolyse par les corps poreux en particulier par les métaux de la famille du platine. Application à la pile à gaz. Accumulateurs électriques sous pression » 1894-830.pdf, Comptes-rendus de l’Académie, 1894
- 1895, Concours prix La Caze, CR Académie 1893, p. 892.
- 1897 – Louis Cailletet, « Sur les appareils employés pour recueillir l'air à grandes hauteurs, dans l'ascension de l’Aérophile du 18 février 1897, Analyse de l'air recueilli. Note de L. Cailletet 18971026-587.pdf, CR Académie 1897
- 1897 – Louis Cailletet, « Observations au sujet de la communication précédente de M. Cailletet », Comptes-rendus de l’Académie, 1897
- 1901 – Louis Cailletet, « La loi de Cailletet et Mathias et la densité critique »)) Chronique et correspondance 1901
- 1902 – Louis Cailletet, « De l'action mécanique de la gélatine sur les substances solides et sur le verre en particulier », Comptes-rendus de l’Académie, 1902
- 1909, Concours prix Jean-Jacques Berger, Comptes-rendus de l’Académie, 1909
- 1910, Elections à l'Académie, 24 octobre 1910, Cailletet élu membre de la Commission des Académiciens libres, Comptes-rendus de l’Académie, 1910
- 1911, Prix Hébert, Hughes, Gaston Planté, CR Académie 1911)
- 1911, Elu Académie libre élections séance du 30 janvier 1911, Académie 1911
- 1911 – Louis Cailletet, « Sur l'origine du carbone assimilé par les plantes », Comptes-rendus de l’Académie, 1911
- 1911, L. Maquenne, « À propos d'une communication récente de Cailletet » , Comptes-rendus de l’Académie, 1911
- 1912, Concours prix La Caze 191201-324.pdf CR Académie -1812 Commissions - Physique - L. Cailletet, (CR Académie 1912,p. 324)

### Publications de Louis Cailletet dans d'autres revues scientifiques
- Louis Cailletet, « Notice sur la conversion des combustions végétales en gaz, combustibles dans les usines de Villotte, Fours et appareils, puddlage », Bulletin de la Société d’Encouragement pour l’Industrie Nationale, 1855, p. 781-789, planche 93
- Louis Cailletet, « Analyse des gaz renfermés dans les caisses de cémentation », Bulletin de la Société d’Encouragement pour l’Industrie Nationale, 1865, p. 111
- Louis Cailletet, « De la dissociation des gaz dans les foyers métallurgiques », Bulletin de la Société d’Encouragement pour l’Industrie Nationale, 1866, 65e année 2e série, t. 13, Paris, p. 506-511. Voir Compte rendu de l’Académie, t. LVI, p. 195 & 323, t. LX, p. 317 & 884
- Louis Cailletet, « De l’influence des divers rayons colorés sur la décomposition de l’acide carbonique par les plantes », Annales de Physique et Chimie, t. 14, 1868, p. 325-331
- Louis Cailletet, « Influence de la pression sur la combustion », SER, t. 6, 1875, p. 429-432
- Louis Cailletet, « Procédés pour brûler complètement les gaz provenant des foyers métallurgiques », Bulletin de la Société d’Encouragement pour l’Industrie Nationale, 1877, 76e année 3e série, t. 4, Paris, p. 342
- Louis Cailletet, » Nouveau manomètre destiné à mesurer les hautes pressions », Journal de Physique Théorique Appliquée, vol. 5, no 1, 1876, p. 179-181
- Louis Cailletet, « Recherches sur la liquéfaction des gaz », Annales de Chimie et Physique, 1878, p. 132-144 série, t. XV ;
- Louis Cailletet, De la condensation de l'oxygène et de l'oxyde de carbone », Bulletin de la Société d’Encouragement pour l’Industrie Nationale, 3e série, t. 5, mars 1878, Paris, 44 rue de Rennes, pp. 132
- Louis Cailletet, « Sur l’emploi des gaz sortant des foyers industriels », Bulletin de la Société d’Encouragement pour l’Industrie Nationale, 3e série, t. 5, mars 1878, Paris, 44 rue de Rennes, p. 165-166
- Louis Cailletet, « Recherches sur la compressibilité des gaz », Journal de Physique Théorique Appliquée, vol. 8, no 1, 1879, p. 267-274
- Louis Cailletet, « Expériences sur la compressibilité des mélanges gazeux », Journal de Physique Théorique Appliquée, vol. 9, no 1, 1880, p. 192-194
- Louis Cailletet, « Nouvelle pompe destinée à comprimer les gaz », Journal de Physique Théorique Appliquée, vol. 1, no 1, 1882, p. 449-452 et Bulletin d’Encouragement pour l’Industrie Nationale, mai 1882, p. 259-260
- Louis Cailletet & Bordet, « Sur divers hydrates qui se forment par la pression et la détente », Journal de Physique Théorique Appliquée, vol. 1, no 1, 1882, p. 456-459
- Louis Cailletet, « Nouvel appareil pour la liquéfaction des gaz. Emploi des gaz liquéfiés pour la production des basses températures », Annales de physique et de chimie 5e série tome XXIX, 1224, juin 1883
- Louis Cailletet, « Nouveau procédé pour obtenir la liquéfaction de l’oxygène », Journal de Physique Théorique Appliquée, vol. 4, no 1, 1885, p. 293-297
- Louis Cailletet, « Nouvel appareil pour la préparation de l'acide carbonique solide », Journal de Physique Théorique Appliquée, vol. 4, no 1, 1885, p. 122-124
- Louis Cailletet, « De Pompe à piston mercuriel », Bulletin de la Société d’Encouragement pour l’Industrie Nationale, 1866, 65e année, 2e série, t. 13, Paris, p. 175
- Louis Cailletet & Bouty, « Sur la conductibilité électrique du mercure et des métaux purs aux basses températures », Journal de Physique Théorique Appliquée, vol. 4, no 1, 1885, p. 297-304 et La Lumière électrique, 1885, Paris, p. 383-384 (suivant une note à l’Institut du 11 mai 1883)
- Louis Cailletet & Émile Mathias, « Recherches sur la densité de l’acide sulfureux à l’état liquide et de vapeur saturée », Journal de Physique Théorique Appliquée, vol. 6, no 1, 1885, p. 414-426
- Louis Cailletet, « Inflammation des mines, Système Ducretet pour la vérification des amorces», Bulletin de la Société d’Encouragement pour l’Industrie Nationale, 1886, 85e année 4e série, t. 1, Paris, p. 330-331
- Louis Cailletet & Émile Mathias, « Recherches sur la densité des gaz liquéfiés et leurs vapeurs saturées », Journal de Physique Théorique Appliquée, vol. 5, no 1, 1886, p. 549-464
- Louis Cailletet, « Four électrique de Louis Cailletet », La Nature no 21, 26 mai 1888,p. 388
- Louis Cailletet et Colardeau, « Sur la mesure des basses températures », La Lumière électrique, no 24, 16 juin 1888, p. 528-530
- Louis Cailletet, « Mesure des basses températures », Journal de Physique Théorique Appliquée, vol. 7, 1888, p. 286-291
- Louis Cailletet et E. Colardeau, « Étude des mélanges réfrigérants obtenus avec l’acide carbonique », Journal de Physique Théorique Appliquée, vol. 7, 1888, p. 430-433
- Louis Cailletet, « Sur l’état de la matière au voisinage du point critique », Journal de Physique Théorique Appliquée, vol. 8, 1889, p. 389-396
- Louis Cailletet, « Procédés de soudure du verre et de la porcelaine avec les métaux », Bulletin de la Société d’Encouragement pour l’Industrie Nationale, 1891, 90e année 4e série, t. 6, Paris, p. 165
- Louis Cailletet et E. Colardeau, « Recherches sur la tension de vapeur d’eau saturée jusqu’au point critique et sur la détermination du point critique », Journal de Physique Théorique Appliquée, vol. 10, no 1, 1891, p. 333-340
- Louis Cailletet, « Description du manomètre à air libre de 300 mètres établi à la Tour Eiffel », Journal de Physique Théorique Appliquée, vol. 10, 1891, p. 268-272
- Louis Cailletet, « Note sur les fouilles exécutées à Vertilum (Vertault) en 1893 », Comptes rendus des séances de l'Académie des Inscriptions et Belles-Lettres, 37e année, no 6, 1893., p. 403-408.
- Louis Cailletet « Objets découverts à Vertillum, cité gallo-romaine des environs de Châtillon sur Seine (Côte d’Or), Comptes rendus des séances de l’Académie des Inscriptions et Belles-Lettres, 38e année, no 6, 1894, p. 417
- « Appareil de MM. Louis Cailletet & Colardeau, coupe, tube, cylindre d’acier pour 100 atm. » La Nature, no 1122, 1895, Paris, Masson, p. 5-6
- Louis Cailletet, « Appareil destiné à mesurer les hauteurs atteintes par les aérostats, contrôle des altitudes fournies par le baromètre », La Nature, no 1285, 1er janvier 1898, p. 65-67
- Louis Cailletet, « Fouilles à Vertillum », Comptes rendus des séances de l’Académie des Inscriptions et Belles-Lettres, 42e année, no 1, 1898, p. 62-63
- Louis Cailletet, « Sur l’emploi de l’oxygène dans les ascensions à grandes hauteurs », La Nature, no 1460, 18 mai 1901, p. 585-587
- Louis Cailletet, « Transmission télégraphique des images », La Nature, no 1569, 20 juin 1903, p. 33-34